# Escrita lepcha

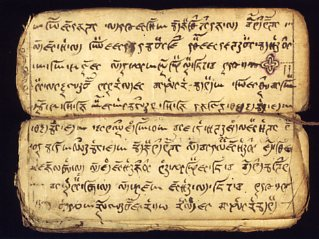

A Escrita Lepcha, ou Escrita Róng é um abugida usado pelos lepcha para escrever a língua lepcha. De forma diversa dos demais abugidas, as consoantes de final de sílaba são representadas por diacríticos. É relacionada com a escrita Phagspa e dela se derivou a escrita Limbu

## História
A escrita Lepcha se derivou da escrita tibetana e pode ter sido influenciada pela escrita da língua birmanesa. Conforme a tradição, essa escrita foi desenvolvida no início do século XVIII pelo príncipe Phyagdor Namgyal da Dinsatia Itbetana em Siquim ou pelo estudioso Thikúng Men Salóng no século XVII. Os mais antigos manuscritos Lepcha eram escritos na vertical, um sinal de influência chinesa. Mais tarde, quando a escrita passou a ser desenvolvida nem linhas horizontais, as letras tomaram novas orientações, giradas  90° em relação aos protótipos Tibetanas. Isso resultou no modo pouco usual de escrever as consoantes finais.

## Tipologia

Consoantes Lepcha na direção original (chamada Lazóng).

Lepcha é hoje escrita em linhas horizontais, ma a mudança na direção de escrita resultou numa metamorfose de oito consoantes finais de sílabas em ligaduras tipográficaso como no caso Tibetano de diacríticos sobrepostos. São 60 caracteres para consoantes (de final A), mais 17 para vogais e diacríticos, e ainda 10 para os numerais.
Como nas demais outras escritas brâmicas, a vogal curta /-a/ não é escrita; os demais sons vogais são representados Poe diacríticos antes  (/-i, -o/), depois (/-ā, -u/) ou sob (/-e/) a consoante inicial. A marcação, porém, é escrita sobre a inicial, bem como qualquer diacrítico de consoante final, e se fundem com  /-o/ e /-u/. (quando fundido como  /-ō/, porém, fica sob alguma final consoante. Vogais iniciais não tem letras separadas, mas são escritas com os diacríticos numa forma de & (letra de “consoante zero”.
Os diacríticos colocados depois de  /-y-/ e /-r-/ média, as quais podem ser combinados (krya). Para o /-l-/ médio há, porém, há set letras conjuntas dedicadas. Ou seja, há uma letra especial para /kla/, a qual não se parece da letra para /ka/. (Somente /gla/ é escrita com um diacrítico direto à frente. Uma das letras finais,  /-ŋ/, é uma exceção desses padrões. Primeiro, de forma diversa de outras finais, o  /-ŋ/ final é escrito à esquerda da consoante inicial e não no alto da mesma, o que ocorre mesmo antes das vogais pré-posicionadas. Ou seja,  /kiŋ/ é escrita comom "ngki". E mais, não há vogal inerente antes de /-ŋ/; mesmo o /-a-/ deve ser escrito com um diacrítico único e próprio para essa situação. (parece ser o o diacrítico do  /-ā/ longo girado de 180° em relação à consoante). Assim,, /kaŋ/ é escrita "ngka", e não "kng" como seria de se esperar pela regra geral.
A identificação Unicode para a escrita Lepcha é U+1C00.. U+1C4F. Na ISSO 15924 a identificação é Lepc